# Liste der Naturdenkmale in Grabenstetten
| Naturdenkmale | Anzahl |
| ------------- | ------ |
| FND           | 0      |
| END           | 4      |
| Gesamt        | 4      |

Die Liste der Naturdenkmale in Grabenstetten nennt die verordneten Naturdenkmale (ND) der im baden-württembergischen Landkreis Reutlingen liegenden Gemeinde Grabenstetten. In Grabenstetten gibt es insgesamt 4 als Naturdenkmal geschützte Objekte, keine flächenhafte Naturdenkmale (FND), alle sind Einzelgebilde-Naturdenkmale (END).
Stand: 31. Oktober 2016.

## Einzelgebilde (END)
| Name                     | Bild | Kennung     | Einzelheiten  | Position | Fläche Hektar | Datum        |
| ------------------------ | ---- | ----------- | ------------- | -------- | ------------- | ------------ |
| Esche                    | BW   | 84150280016 | Grabenstetten | ⊙        | 0,0           | 9. Feb. 2009 |
| Kastanie                 |      | 84150280014 | Grabenstetten | ⊙        | 0,0           | 9. Feb. 2009 |
| Linde                    | BW   | 84150280013 | Grabenstetten | ⊙        | 0,0           | 9. Feb. 2009 |
| Rotbuche                 | BW   | 84150280015 | Grabenstetten | ⊙        | 0,0           | 9. Feb. 2009 |
| Legende für Naturdenkmal |      |             |               |          |               |              |